# The Primitive Lover
Pour plus de détails, voir Fiche technique et Distribution.
The Primitive Lover est un film américain réalisé par Sidney Franklin, sorti en 1922.

## Fiche technique
- Titre : The Primitive Lover
- Réalisation : Sidney Franklin
- Scénario : Frances Marion d'après la pièce d'Edgar Selwyn
- Photographie : David Abel
- Pays d'origine : États-Unis
- Format : Noir et blanc - 1,33:1 - Film muet
- Genre : comédie dramatique
- Date de sortie : 1922

## Distribution
- Constance Talmadge : Phyllis Tomley
- Harrison Ford : Hector Tomley
- Kenneth Harlan : Donald Wales
- Joe Roberts : 'Roaring' Bill Rivers
- Charles Stevens : Pedro
- George C. Pearce : Juge Henseed
- John Big Tree : Chef Johnny Bluebottle
- Mathilde Brundage : Mme Graham
- Frederick Vroom : Mr Graham
- Clyde Benson : Avocat (non crédité)
- Snitz Edwards (non crédité)